# Ponte dei Macellai
Il ponte dei Macellai (in sloveno Mesarski most) è un ponte pedonale che attraversa il fiume Ljubljanica a Lubiana in Slovenia, collegando il mercato centrale di Lubiana al lungofiume (Petkovškovo nabrežje). Il ponte è stato aperto il 10 luglio 2010.
L'idea originale per un ponte è stata inizialmente concepita nel 1930 dall'architetto Jože Plečnik. Il ponte moderno, che è molto più semplice rispetto al piano originario, presenta una scala al suo ingresso sinistro, con un pavimento di vetro ai lati e due recinzioni con fili d'acciaio. È stato progettato da Jurij Kobe ed è decorato con opere dello scultore Jakov Brdar.
Sul ponte ci sono sculture raffiguranti Adamo ed Eva, Satiro e Prometeo.

## Storia
La costruzione di un ponte con lo stesso nome era previsto già alla fine del 1930 dall'architetto Jože Plečnik, ma a causa dello scoppio della seconda guerra mondiale il ponte non è stato mai costruito. Per più di cinquant'anni, un punto vuoto nel mezzo del mercato centrale di Lubiana ha segnato il luogo in cui il ponte era stato pensato, ma mai costruito.
Nel 1990 le prime proposte della costruzione del ponte hanno iniziato ad emergere, sia con i piani originali di Plečnik che con nuovi.
Nel 2009 l'amministrazione comunale, sotto il sindaco Zoran Janković, ha lanciato la costruzione del ponte attuale, che è costato 2,9 milioni di euro per essere poi completato l'anno seguente. L'inaugurazione ha avuto luogo il 10 luglio 2010. Il ponte ha una lunghezza di 33 metri, una larghezza di 17,3 metri e ricalca in gran parte lo stile dei ponti di Plečnik.

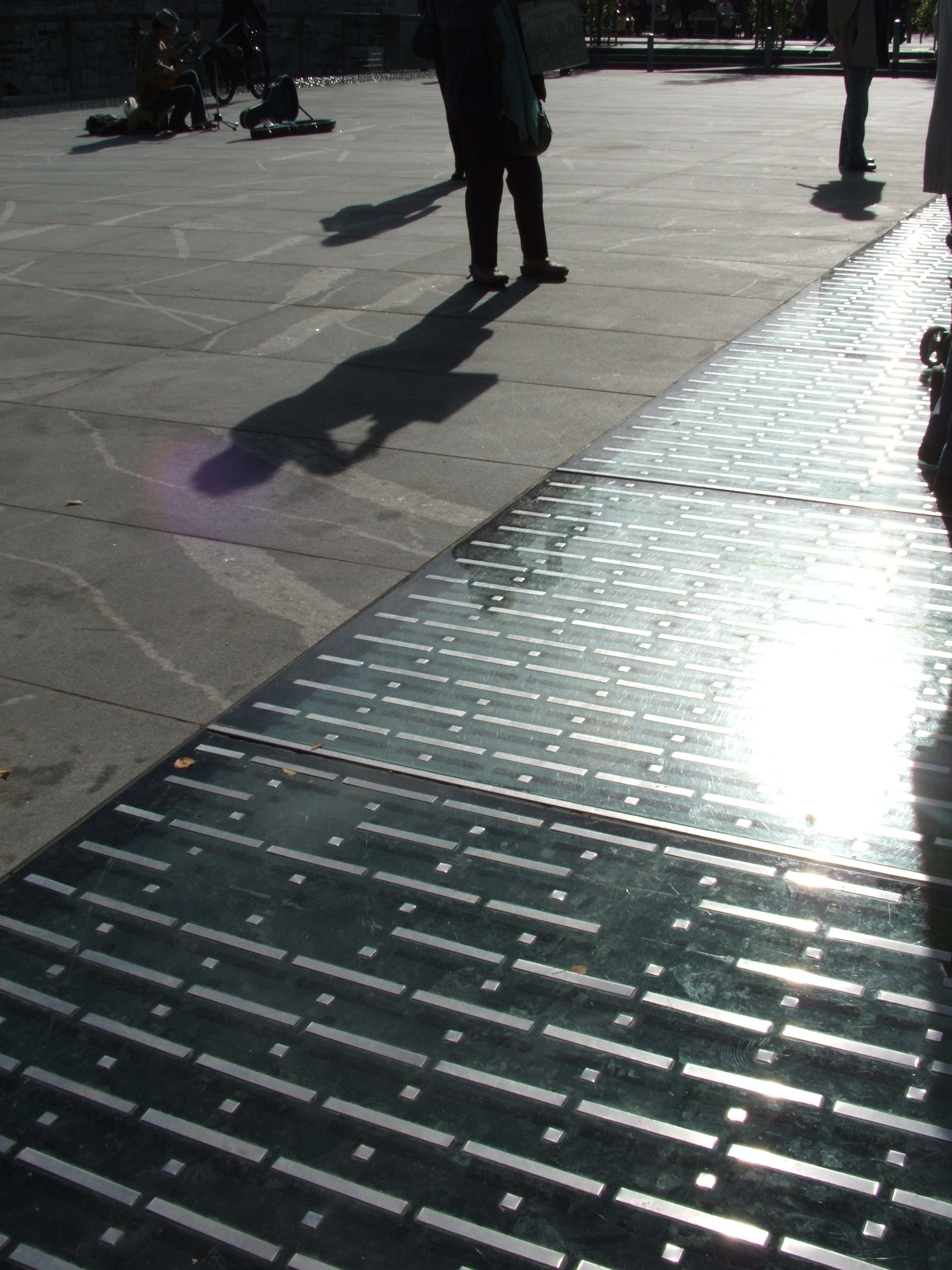
Il pavimento di vetro ai lati del ponte
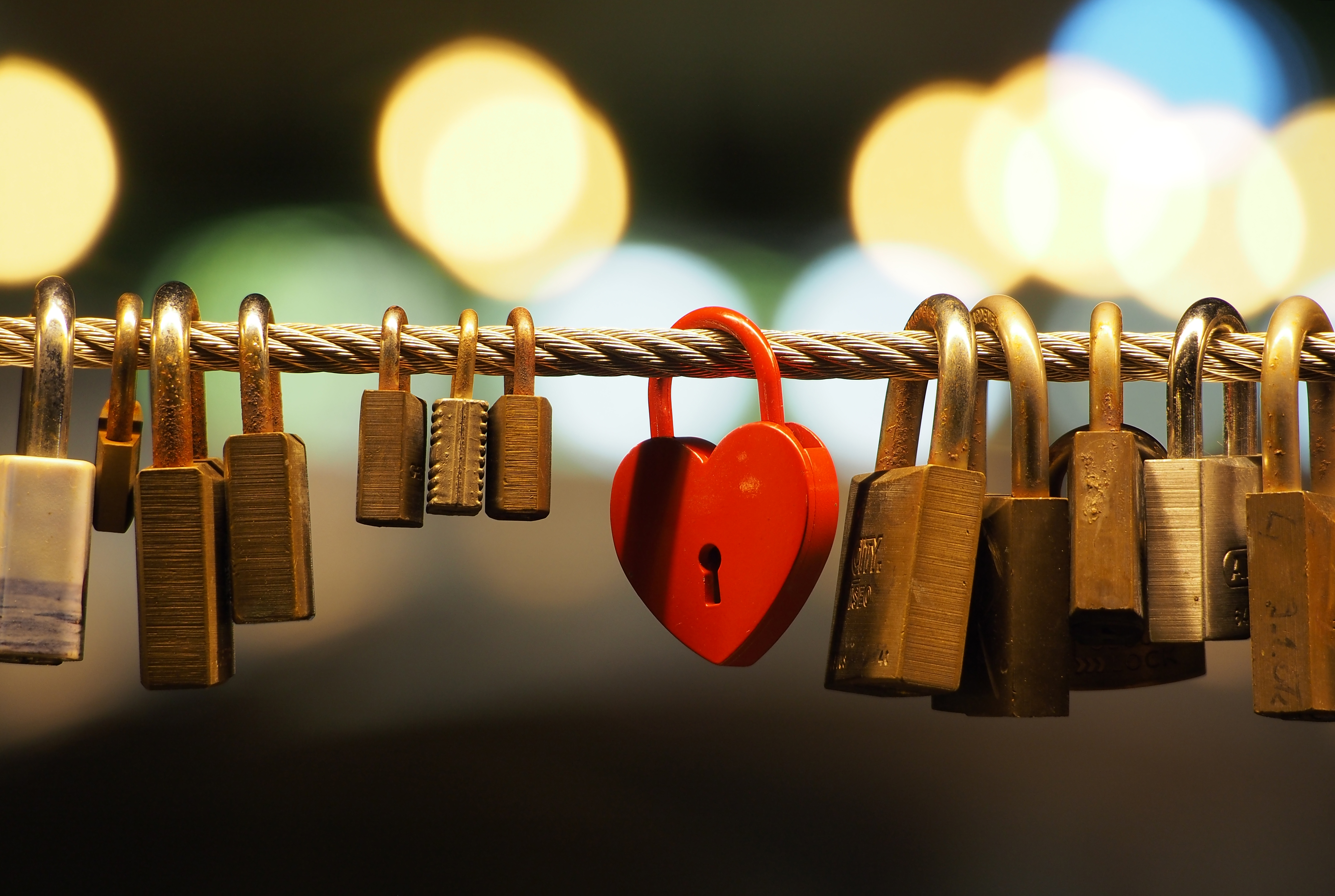
I lucchetti sul ponte